# Hymenophyllum blandum
Hymenophyllum blandum là một loài thực vật có mạch trong họ Hymenophyllaceae. Loài này được Racib. miêu tả khoa học đầu tiên năm 1898.